# Георгиева, Гузель Рафиковна
Гузель Рафиковна Георгиева (урожд. Ишмуратова; род. 14 июля 1976, Салават) — российская спортсменка (международные шашки).
Гроссмейстер России с 1999 года по международным шашкам. Чемпионка России по международным шашкам среди женщин в основной программе (2001, 2002, 2004). Серебряный призёр чемпионата России (1998, 2001). Обладательница Кубка Европейской конфедерации шашек (2002).
Входит в сборную России с 1998 года.
С 1999 года выступает за профессиональные шашечные клубы «Нефтяник» и «Башнефть» (Ишимбай), «Башнефть» (Уфа).
Георгиевой присвоено звание «Выдающийся спортсмен Республики Башкортостан» (2003).

## Тренеры
Воспитанница ДЮСШ по шашкам Ишимбая и тренера Юрия Чертока. С 1996 года её также тренирует Александр Георгиев.

## Семья
Замужем за Александром Георгиевым. У них двое детей: Сергей и Светлана. Семья проживает в Санкт-Петербурге.